# Arco-íris branco

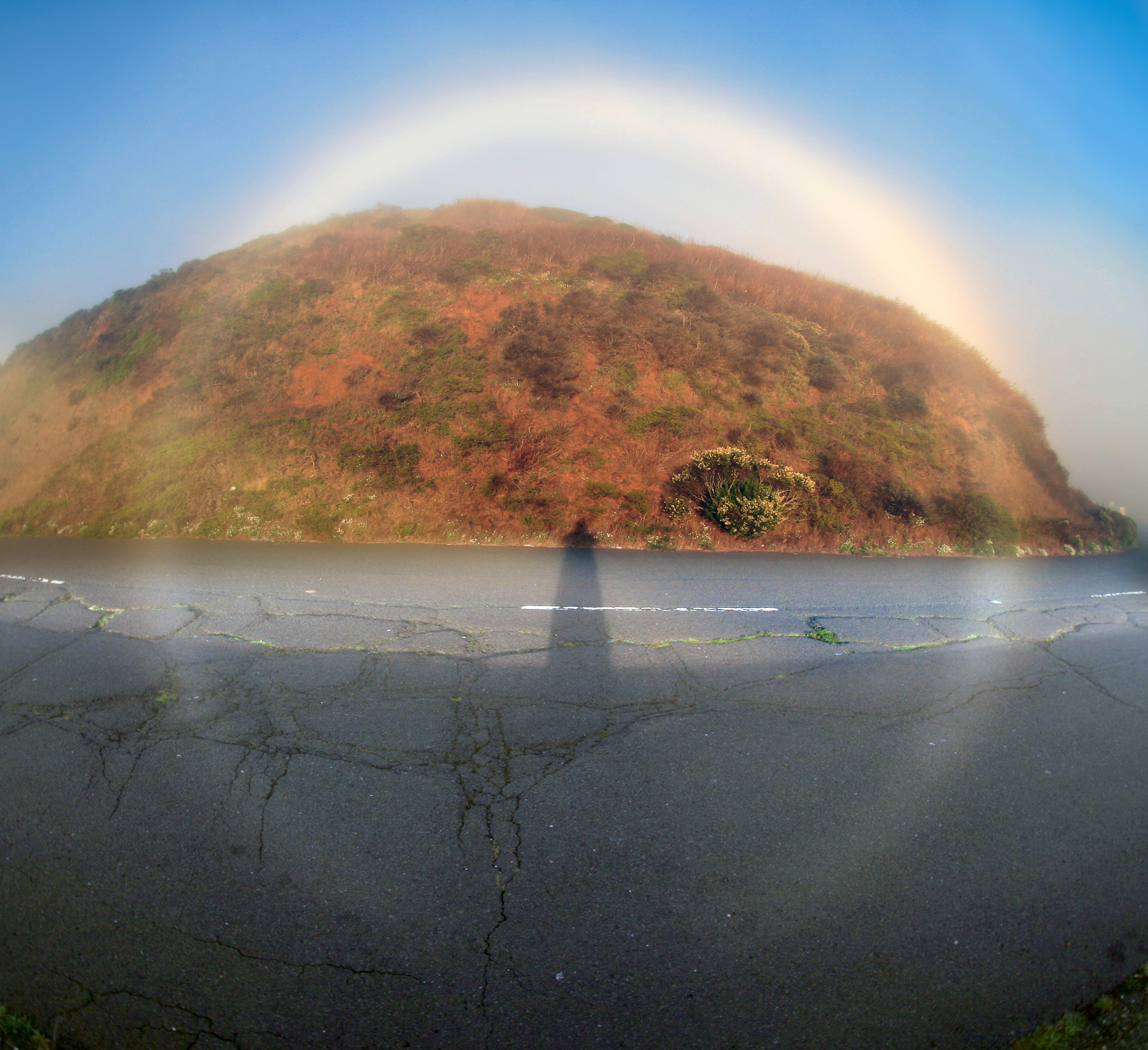
Arco branco de 360°

Um arco-íris branco ou arco branco  é um fenômeno óptico e meteorológico provocado pela reflexão e refração da luz solar em gotas de águas suspensas que constituem uma neblina. Visualmente se apresenta como um arco similar a um arco-íris, mas monocromático, na cor branca, devido as pequenas dimensões das gotas de água (<0,05 mm) que não permitem a dispersão da luz e, em consequência, a sua separação nas cores que compõem o espectro visível.